# Daria Mieloszyńska
Daria Mieloszyńska, coniugata Zwolak (Poznań, 24 novembre 1983), è un'ex cestista polacca.

## Carriera
Con la Polonia ha disputato i Campionati europei del 2009.